# Thịt nướng Hàn Quốc
Thịt nướng Hàn Quốc (tiếng Hàn: 고기구이/gogi-gui) hay còn biết đến với thương hiệu Korean Barbecue (K-BBQ) đề cập đến phương pháp phổ biến trong ẩm thực Hàn Quốc đối với món thịt nướng (BBQ), thường là thịt bò, thịt lợn hoặc thịt gà. Các món ăn như vậy thường được chuẩn bị trên bếp ga hoặc than nướng được thiết kế trong chính bàn ăn. Một số nhà hàng của Hàn Quốc không có sẵn trong lò nướng để cung cấp cho khách hàng với bếp di động cho thực khách sử dụng tại bàn của họ.
Các hình thức đại diện tiêu biểu nhất của thịt nướng Hàn Quốc/Gogi-gui là các món Bulgogi, thường được làm từ thăn bò với miếng thăn thái mỏng hoặc thăn nội bò. Một hình thức phổ biến khác là Galbi được làm từ xương sườn bò ướp. Tuy nhiên, thịt nướng Hàn Quốc/gogi-gui cũng bao gồm nhiều loại thịt ướp và chưa được chế biến khác và có thể được chia thành nhiều loại. Thịt nướng Hàn Quốc là phổ biến ở Hàn Quốc, nhưng cũng đã trở nên phổ biến trên thế giới và tạo thành thương hiệu riêng. 

## Đa dạng
Thịt nướng Hàn Quốc có sự đa dạng về chủng loại, ngày nay nó được sáng tạo dựa trên sự kết hợp các nguyên liệu, gia vị cũng như cách ướp thịt, tạo nên một thực đơn phong phú với hơn hai trăm món khác nhau như: thịt lợn ba chỉ nướng cay, sườn King, hải sản nướng.
Trong đó, Samgyeopsal được coi là "quốc hồn quốc túy", là đại diện tiêu biểu nhất cho các món nướng tại Hàn. Theo một cuộc khảo sát do Liên doanh Nông nghiệp Hàn Quốc (농업협동조합) thực hiện vào năm 2006 thì có đến 85% người dân Hàn Quốc yêu thích món này và 70% ăn món này ít nhất một tuần một lần. Samgyeopsal cũng được người nước ngoài bình chọn là món ăn ngon nhất tại Seoul, vượt qua cả kim chi và Tokbokki. Samgyeopsal chính là loại thịt giữ vị trí số 1 khi nhắc đến thịt nướng Hàn Quốc. Nguyên liệu dễ kiếm, cách chế biến đơn giản mà vẫn cho ra hương vị thơm ngon, đậm đà là những điểm nổi bật khiến Samgyeopsal ngày càng phổ biến và được lựa chọn nhiều trên các bàn nướng.
| Loại thịt | Tẩm ướp                                                                                                | Không tẩm |
| --------- | --- | --- |
| Thịt bò   | - Bulgogi (불고기) - Galbi (갈비) - Jumulleok (주물럭), một miếng thịt bò ngắn gọn được tẩm với dầu mè | - Chadol bagi (차돌박이), miếng thịt ức cắt mỏng - Deungsim (등심), thăn ngoại - Kkot deungsim (꽃등심) thịt nạc lưng (Rib eye) cuộn - Ansim (안심), thăn nội của miếng thịt bò - Salchisal (살치살), thịt bả vai (thịt bẹ sườn vai) - Galbisal (갈비살), thịt thớ cơ ở sườn (rib) - Chae kkeut (채끝), thịt thăn ngoại viền mỡ (strip loin) - Buchaesal (부채살), thịt cơ vai - Anchangsal (안창살), các miếng thịt miếng bít tết nhỏ (skirt steak) ở phần thịt ba chỉ - Chimasal yangji (치마살양지), phần thịt bụng hay thịt hông flank steak |
| Thịt lợn  | - Dwaeji bulgogi (돼지불고기), thịt heo tẩm gia vị bulgogi                                             | - Samgyeopsal (삼겹살), phần thịt bụng (thịt ba chỉ) |
| Thịt gà   | - Dak galbi (닭갈비), thịt gà nướng hun khói                                                           | - Dak gui (닭구이) |

## Đặc trưng

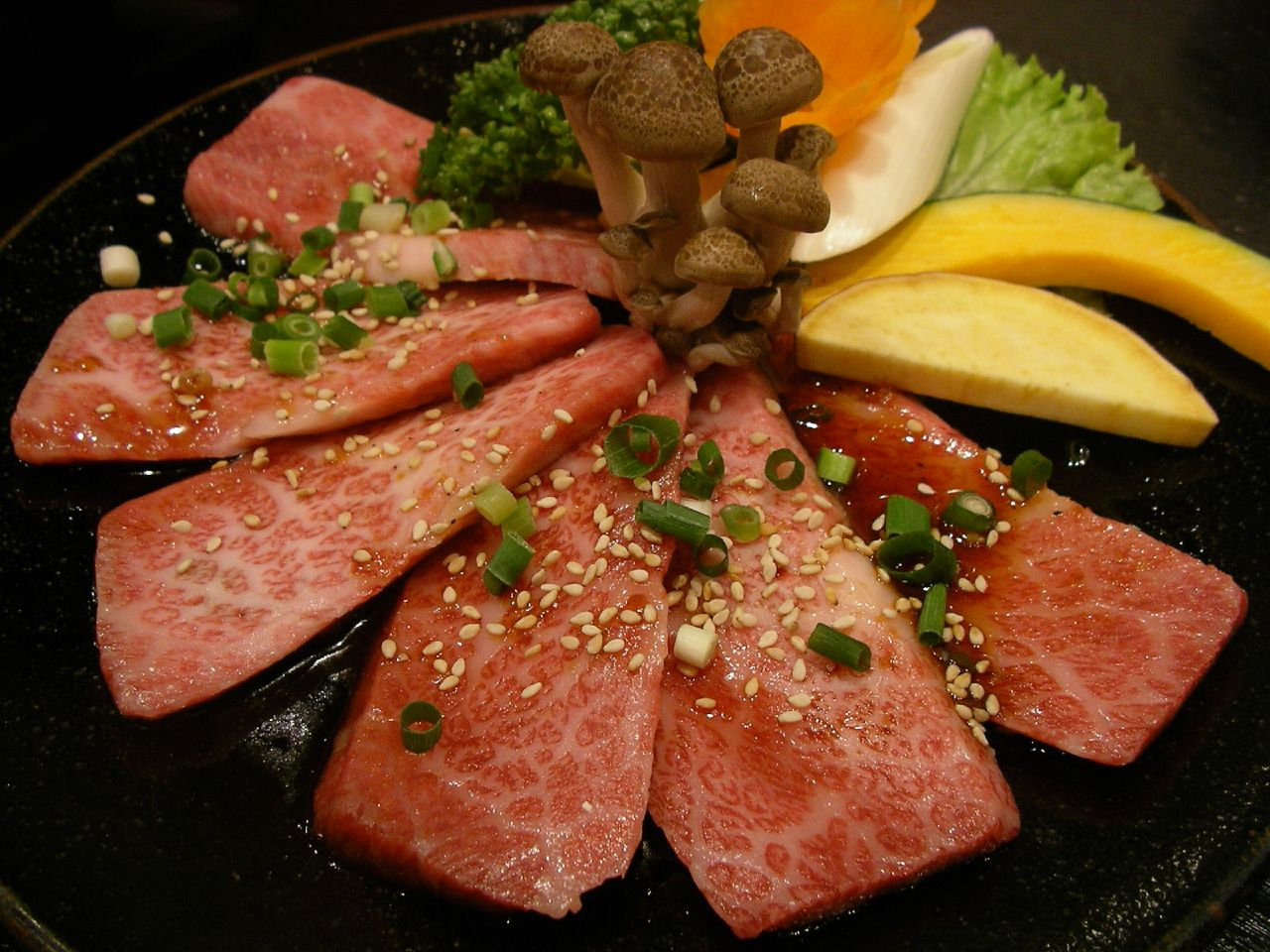
Thịt được tẩm ướp kỹ là đặc trưng quan trọng

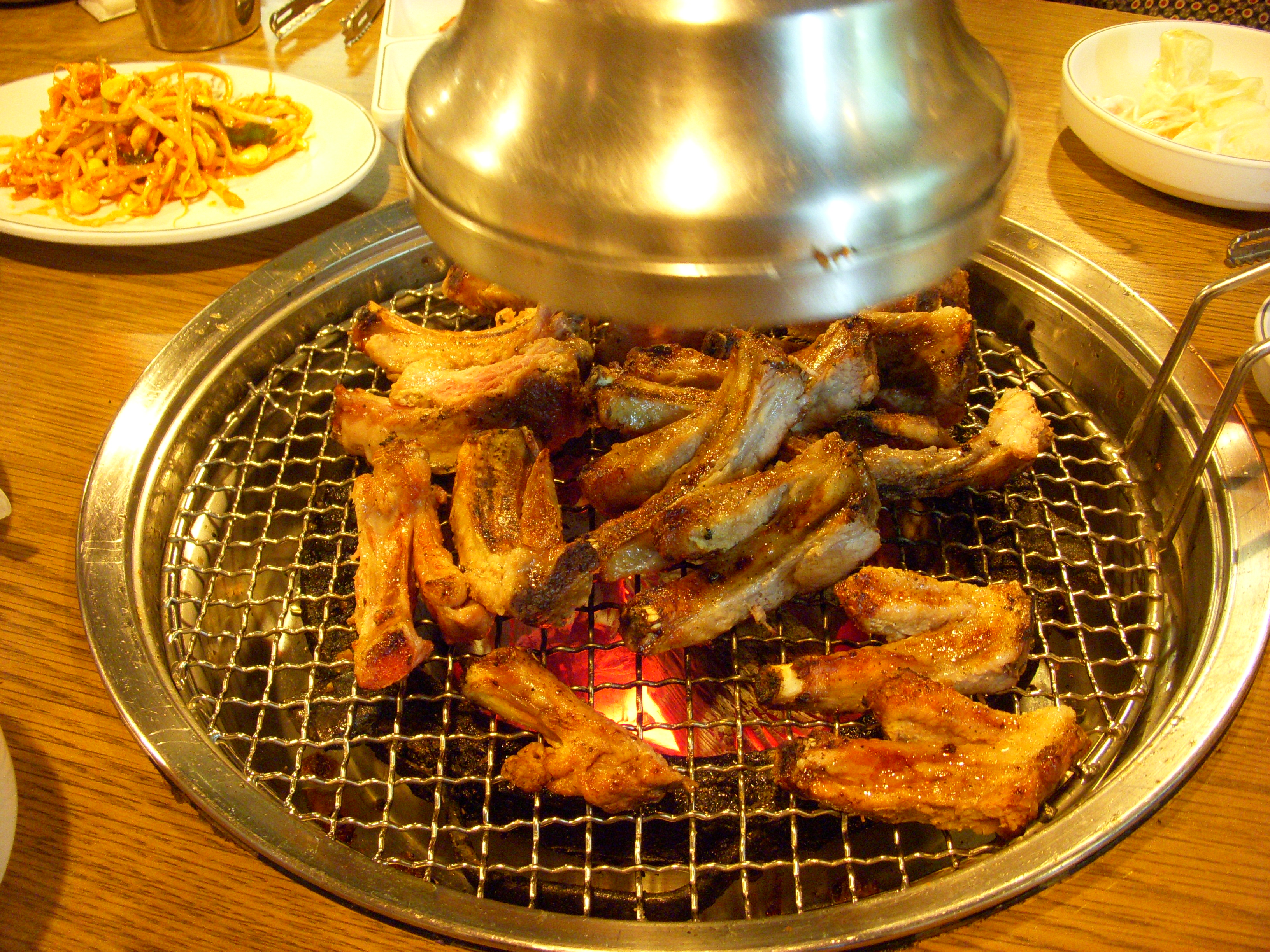
Một ống nướng đặc trưng của Hàn Quốc

Cách chế biến đặc trưng đã tạo nên thương hiệu của món thịt nướng BBQ Hàn Quốc. Điều làm nên sự đặc biệt của BBQ Hàn Quốc chính là khâu chọn nguyên liệu và tẩm ướp gia vị. Thịt được ướp sốt đậm đà, các món ăn Hàn Quốc thường không quá khó để chế biến nhưng công cuộc chuẩn bị lại cực kì công. Thịt dùng chuẩn K-BBQ vì vậy thường được ướp sốt đậm, thậm chí thịt còn được ướp sốt trong 48 tiếng để khi nướng có độ cháy xém vừa phải, mà vẫn giữ được độ ngọt mềm của thịt. Thịt nướng BBQ Hàn Quốc có ưu điểm là dễ làm, thời gian chuẩn bị không nhiều, không quá phức tạp.
Với cách chế biến rất đặc trưng, bao gồm một vỉ sắt để kẹp thịt và một lò than hồng, dưới bàn tay chế biến của đầu bếp, mùi thịt nướng và mùi khói thơm. Về việc chọn nguyên liệu, thịt được chọn luôn là phần ngon nhất, tươi nhất, được thái thành những lát to và mỏng để đảm bảo độ chín đều khi nướng. Sau đó là khâu tẩm ướp gia vị, là bí quyết của các đầu bếp với các loại gia vị vừa đậm đà vừa thơm hấp dẫn. Những miếng thịt nướng thơm ngon, giòn tươi mát của các loại rau và những loại nước xốt sẽ làm thành những món ăn rất ngon miệng.
Khâu cuối cùng được thực hiện ngay trước khi thưởng thức, đó là nướng thịt. Nét đặc biệt của món thịt nướng BBQ Hàn Quốc chính là ở cách nướng trên bếp nướng than truyền thống, giúp thêm vị ngọt tự nhiên của món ăn. Độ ngon và ngọt của sườn này phụ thuộc vào công đoạn cuối cùng này. Thời gian nướng phải vừa đủ để miếng thịt chín đều và không quá cháy, miếng thịt ngon nhất khi có màu vàng bóng (của dầu mỡ) và chín đều cả hai bên.
Ngoài thịt nướng, một bữa tiệc BBQ hoàn thiện không thể thiếu các món ăn kèm như rau sống, kim chi, tương cà. Mỗi loại sốt mà các thực khách ăn thịt nướng đã được thưởng thức như sốt galbi, sốt mật ong, sốt cay đều sở hữu một công thức riêng mới có thể cho ra những hương vị thơm ngon, lạ miệng dậy vị nướng Hàn. Nước sốt với đủ cung bậc chua, cay, mặn, ngọt tạo nên sức hấp dẫn khó cưỡng cho món ăn. Để có thưởng thức các món thịt nướng BBQ đúng điệu, nên kết hợp với rượu Soju. Cũng giống như rượu vang đỏ và thịt bò bí-tết thì BBQ và rượu Soju là một sự pha trộn hài hòa của các hương vị và sự cân bằng của thức ăn Hàn Quốc. 

## Một số món

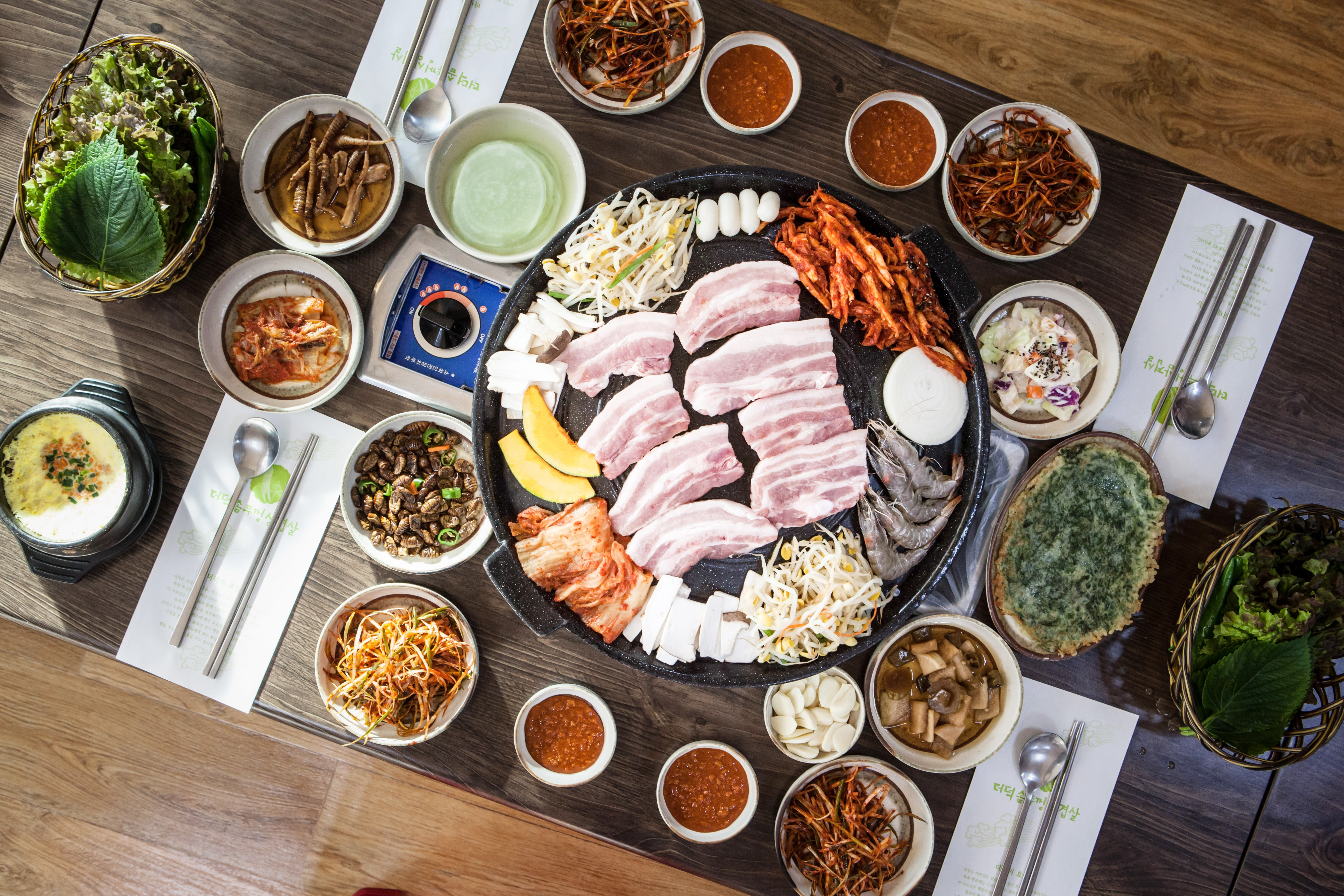
Samgyeopsal

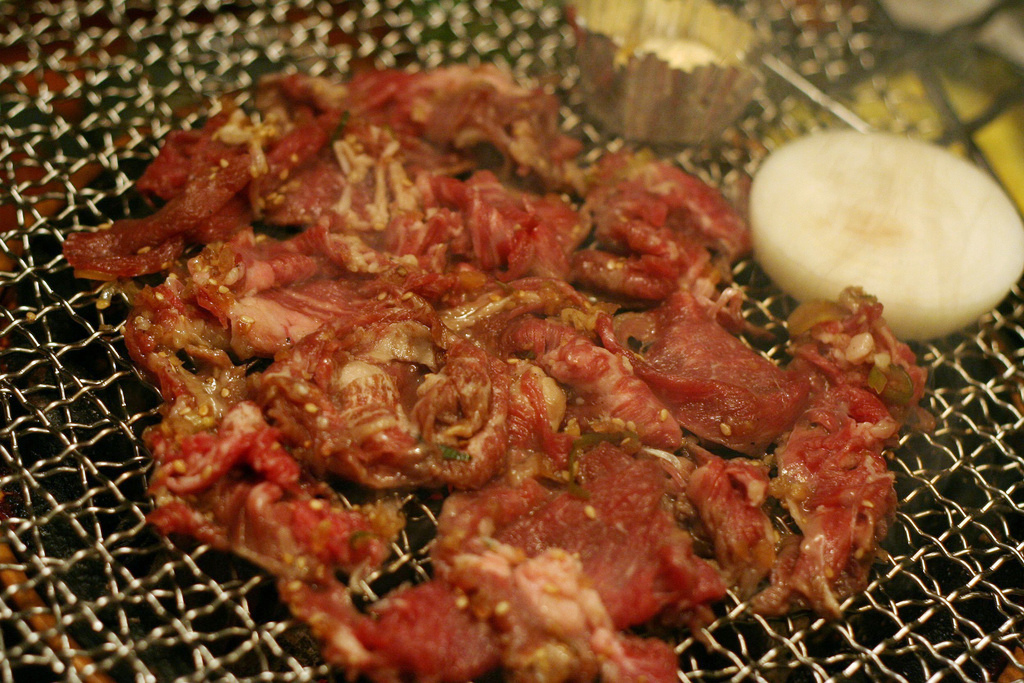
Thịt nướng kiểu Hàn

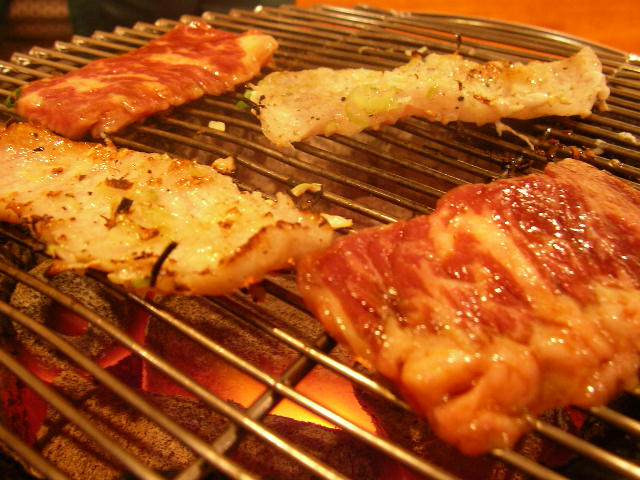
Thịt nướng kiểu Hàn

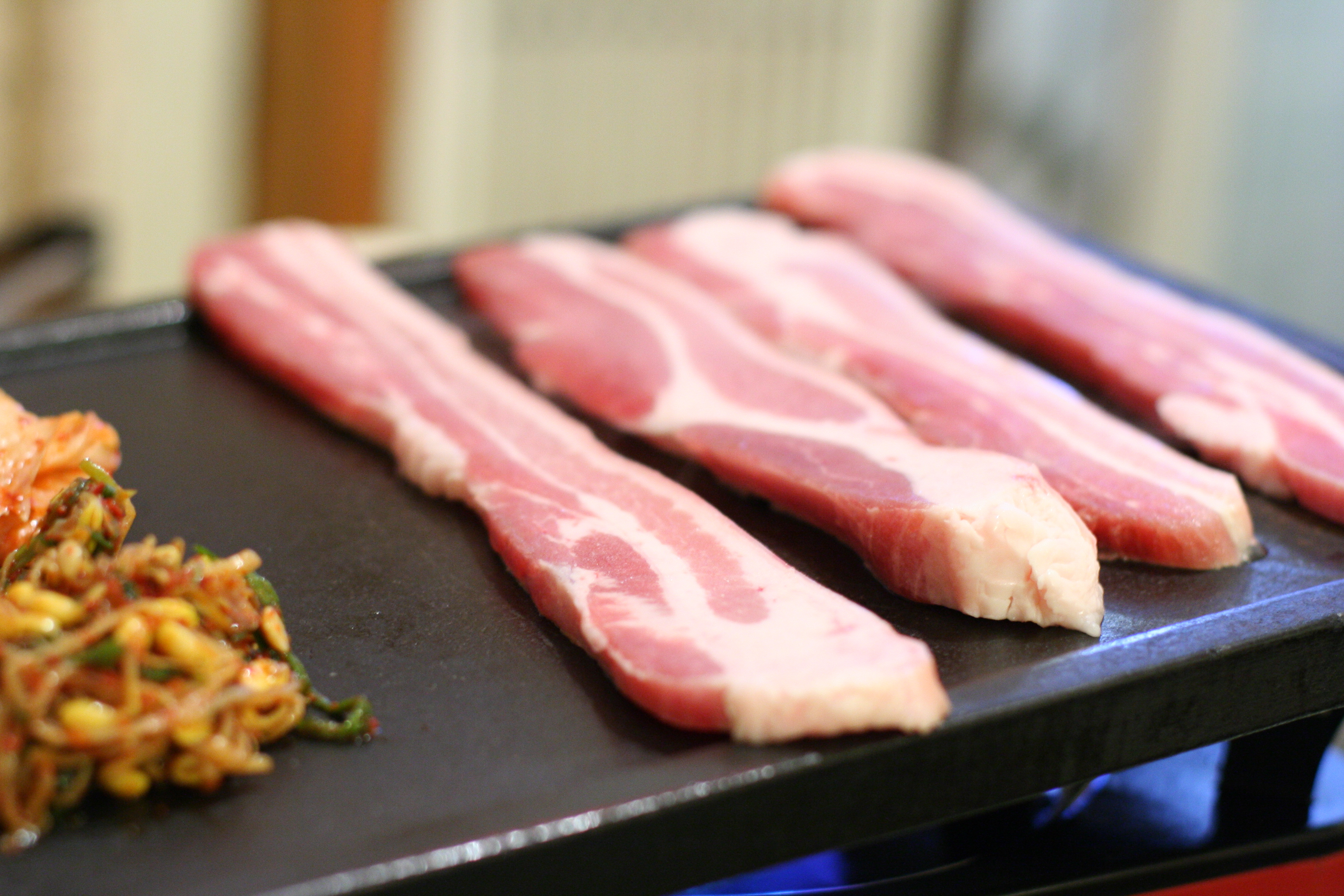
Thịt ba chỉ Samgyeopsal

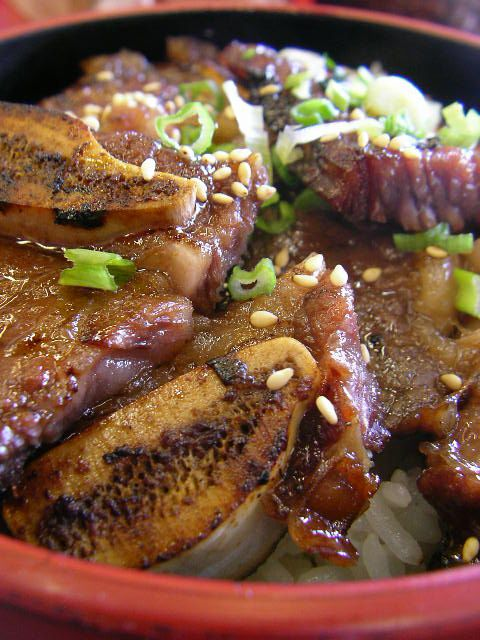
Kalbi

Toe chi kalbi được xem là một trong những món quốc thực. Đây là món ăn rất phổ biến và hấp dẫn của người dân Hàn Quốc, có mặt hầu hết trong mọi bữa ăn. Vị cay của kim chi, từng miếng thịt nướng vàng ươm, vừa độ chín, không quá mềm cũng không quá khô, khói than nghi ngút hòa quyện với hương thơm, vị đậm đà của gia vị tẩm ướp, cùng sự tươi, ngon trong từng thành phần món ăn, dường như luôn để lại dư vị dài lâu, khiến bạn cứ muốn thưởng thức mãi món ăn nổi tiếng này.
Dakgalbi là món nướng làm từ thịt gà bắt đầu xuất hiện vào cuối những năm 1960 và thường được phục vụ như món nhấm tại một số quán rượu nhỏ thuộc khu vực ngoại ô. Theo thời gian, hương vị đậm đà và mùi thơm của Dakgalbi đã giúp món ăn này dần phổ biến ở người dân Hàn Quốc, từ đó trở thành một điểm nhấn đặc sắc của nền ẩm thực Hàn Quốc. Món ăn này thường được làm từ lườn gà mềm và ngọt thịt, kết hợp với sốt gochujang là một loại tương ớt chua cay cho hương vị đậm; ăn kèm với khoai lang, bắp cải thái, hành củ, bánh dày, cà rốt. Với giá thành tương đối rẻ, Dakgalbi đã trở thành món ăn đường phố được ưa chuộng của giới học sinh, sinh viên Hàn Quốc; được bày bán tại hầu hết các khu chợ đêm, khu ẩm thực và trên các đường phố.
Bulgogi có thể được làm từ bất kỳ loại thịt nào, nhưng người Hàn Quốc thường ưu tiên sử dụng thịt bò, bởi mùi vị thịt bò mới có thể làm nên hương vị ngon và đậm đà đặc trưng của bulgogi. Ngoài ra, trong món bulgogi còn có một thành phần không thể thiếu đó là một loại nước tương riêng biệt chỉ có tại Hàn Quốc, có công dụng làm tăng vị ngọt của thịt. Thịt bò được thái mỏng và tẩm với xốt đậu nành, dầu đậu phộng, thêm tỏi, đường, hành xanh, tiêu đen và sau đó sẽ được đặt lên vỉ và nướng. Chính gia vị được ướp trong bulgogi giúp cho thịt được mềm, thơm ngon đậm đà và hương vị mang một sắc thái riêng, rất đặc trưng so với các món ăn khác. Các món ăn Hàn Quốc chủ yếu phải giữ được độ tươi ngon tự nhiên của nguyên liệu, dù có gia vị những không vượt ra khỏi đặc trưng hương vị của người Hàn.
Bulgogi được ướp với nước tương (xì dầu) và đường, chính yếu tố đó làm cho món ăn mềm và thơm – một hương vị mà ai cũng có thể cảm nhận được. Không chỉ phần lớn các du khách, mà còn đại đa số người dân Hàn Quốc ưa thích món Bulgogi. Nó có vị ngọt và có nhiều nước và chỉ cần một thời gian ngắn cũng có thể chế biến được món ăn ngon này. Đó là lý do tại sao món Bulgogi được coi là món ăn số một trong các món ăn Hàn Quốc. Khi ăn Bulgogi, người thường gói nó vào rau diếp, lá vừng hay các lá khác và cách ăn này mang lại vị giác chân thực hơn và nhiều dinh dưỡng hơn là chỉ ăn Bulgogi không. Vì những lý do này, món Bulgogi mang đầy đủ chất dinh dưỡng và rất ngon miệng.
Samgyeopsal trong tiếng Hàn có nghĩa là "ba lớp thịt" chính là thịt ba chỉ.Loại thịt đầu tiên phải kể đến là Samgyeopsal, một món ăn phổ biến. Thịt ba chỉ Samgyeopsal sẽ được ướp sốt hoặc giữ nguyên vị và nướng chín trên bàn ăn. Sau đó, chúng ta sẽ cuốn thịt trong rau diếp, kim chi và chấm sốt là cách ăn thịt chuẩn để nếm trọn vị ngon của các món thịt nướng. Samgyeopsal là một loại thịt ba chỉ điển hình theo quy chuẩn của món thịt nướng. Miếng thịt sẽ có độ dày vừa phải, các lớp thịt tương đương nhau và được tẩm ướp loại gia vị phổ thông. Món Samgyeopsal đúng chuẩn truyền thống phải đạt đủ 3 yếu tố: màu sắc, hương vị và độ mềm. Thịt có màu tươi đỏ, vị ngọt, mềm, không bị khô, khi cắn phải tứa nước nhưng không ngấy mỡ. Để đảm bảo độ tươi ngon tự nhiên thì Samgyeopsal thường chỉ được tẩm ướp với muối biển trước khi nướng.
Daepae Samgyeopsal: Khác với Samgyeopsal, Daepae Samgyeopsal là loại thịt ba chỉ mỏng hơn khá nhiều. Người ta thường bảo quản loại thịt này trong tủ đông trước để đảm bảo độ mỏng cần thiết trước khi mang ra nướng.Đó là lý do vì sao Daepae Samgyeopsal ăn lại ít béo và ngấy hơn Samgyeopsal. Tuy nhiên, khi nướng loại thịt này thì phải để ý một chút vì chỉ lơ là vài giây miếng thịt Daepae Samgyeopsal sẽ khô quắt lại và cháy đen do kết cấu thịt khá mỏng.
Ogyeopsal: Nếu đang trong giai đoạn giảm béo thì Ogyeopsal không phải là sự lựa chọn. Ogyeopsal có nghĩa là "năm lớp da", đồng nghĩa là miếng thịt sẽ có thêm một lớp mỡ dày và thịt mỏng trên khối thịt ba chỉ.Ogyeopsal trái ngược hoàn toàn với Daepae Samgyeopsal khi thịt Daepae Samgyeopsal ăn ít béo và ngấy thì Ogyeopsal lại có hàm lượng mỡ và chất béo cao nhất trong các loại thịt. Ogyeopsal chỉ nên là loại thịt ăn vui miệng một chút chứ sẽ không thể dai dẳng cho cả bữa như Daepae Samgyeopsal hay Samgyeopsal.
Byotjip Samgyeopsal và Kaljip Samgyeopsal: Loại thịt cuối cùng này là điển hình của miếng thịt ba chỉ có độ dày nhất trong các loại thịt kể trên. Byotjip Samgyeopsal và Kaljip Samgyeopsal là loại thịt được cắt thành từng tảng lớn, trên bề mặt có nhiều vết khứa để thịt vẫn có thể chín và ngấm đều gia vị. Sự khác nhau của loại thịt Byotjip Samgyeopsal và Kaljip Samgyeopsal là ở các vết cắt trên bề mặt. Nếu Byotjip Samgyeopsal có vết khứa khá nông thì Kaljip Samgyeopsal lại được nhấn bằng vết khứa sâu hơn một chút.
Galbi–sườn nướng: Galbi là tên gọi chung của các món sườn nướng trong ẩm thực của người Hàn Quốc. Galbi thường là thịt sườn bò hoặc lợn hoặc gà tẩm xì dầu (kanch’ang) rồi nướng. Khi dùng sườn bò, nó còn được gọi là “sokalbi” hoặc “soekalbi”. Còn nếu dùng sườn lợn hoặc sườn gà thì được gọi là “twaechi galbi” hoặc “t’ak galbi”. Tuy nhiên, vì sườn bò hay được dùng hơn cả, nên nhiều khi chỉ Galbi không thôi cũng hàm ý món sườn bò nướng.
Các món ăn kèm: Khi ăn thịt nướng, để kích thích vị giác, đi cùng công dụng chống ngấy thì người Hàn vẫn thường thưởng thức thịt ăn kèm lá kennhip (giống lá kinh giới), hay kimchi chua cay để đem đến một hương vị lôi cuốn. Một món ăn kèm không thể không kể đến đó là Salad hoa quả Hàn Quốc, hương vị mát lạnh giòn ngọt của các loại hoa quả tươi: lê, táo, dưa chuột, cà rốt cùng vị ngầy ngậy thơm thơm của nước sốt sẽ giải nhiệt, giải ngấy.
Ssamjang - Sốt chấm thịt nướng đặc sản Hàn Quốc: Sốt chấm Ssamjang cay nồng thường được dùng để ăn kèm với các loại thịt nướng. Đó là hỗn hợp được trộn giữa tương đậu và tương ớt lên men..mỗi khi thịt chín ruộm, người ta phết một chút sốt lên bề mặt miếng thịt, cuộn cùng với kim chi, xà lách xoăn, dưa chuột. Cho tất cả vào miệng và nhai kỹ bạn sẽ cảm nhận được ngay hương vị đặc biệt của loại tương này. Chính cái mùi vị đặc trưng của tương trộn này cùng với mùi thơm dễ chịu làm cho các món ăn Hàn Quốc thêm phần ngon miệng.
Rượu Soju (rượu Sô-chu) được ướp lạnh và được uống như là một ít rượu (một chung rượu) sẽ làm trôi đi những thức ăn, và vị ngọt nhẹ nhàng của rượu soju tăng thêm khía cạnh mới. Và không gì tốt hơn bằng thưởng thức những món BBQ và rượu Soju với khung cảnh vui vẻ chung quanh du khách. Với hàng trăm hiệu rượu soju, cách tốt nhất là hãy nên nếm thử tất cả các loại rượu soju khác nhau, nếu thử những loại rượu soju danh tiếng như Jinro "Chamisul" Soju chính là sự lựa chọn lý tưởng. Bảo đảm là vị ngọt êm dịu, sắc sảo, loại rượu ngọt ngào này sẽ làm tăng sự kinh nghiệm của món thịt nướng BBQ.

## Hình ảnh
Thịt nướng Hàn Quốc
- Nướng Galbi
- Những miếng thăn và sường còn tươi rói
- Tẩm ướp nguyên liệu cho món galbi
- Thịt nướng kiểu Hàn
- Galbisal, những miếng thịt nhỏ từ sườn chuẩn bị nướng
- Món nướng Galbisal sau khi nướng
- Một tô thức ăn của món pajeori (파절이), xa lát hành tây xanh